# Comédia

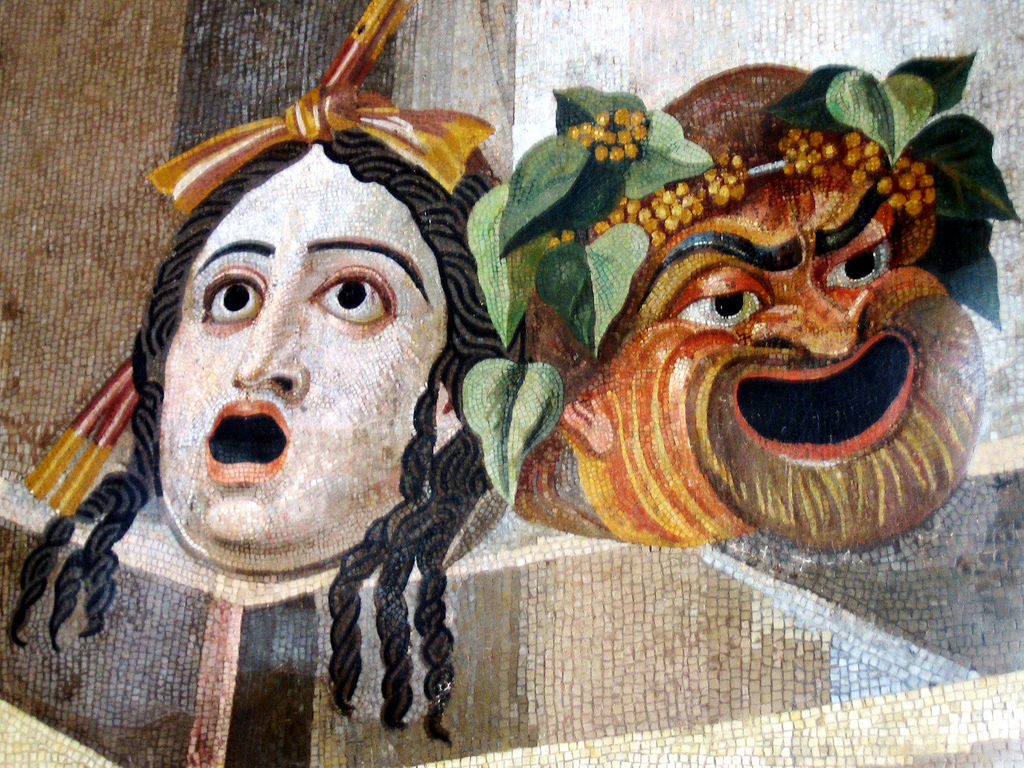
Máscaras tragicômicas do antigo teatro grego representadas no mosaico da Vila Adriana

Comédia é um gênero de ficção que consiste em discursos ou obras que pretendem ser humorísticos ou divertidos por induzir o riso, especialmente no teatro, cinema, comédia stand-up, televisão, rádio, livros ou qualquer outro meio de entretenimento. O termo teve origem na Grécia Antiga: na democracia ateniense, a opinião pública dos eleitores era influenciada pela sátira política realizada por poetas cômicos nos teatros. O gênero teatral da comédia grega pode ser descrito como uma performance dramática que coloca dois grupos, idades, gêneros ou sociedades uns contra os outros em um divertido agon ou conflito. Northrop Frye descreveu esses dois lados opostos como uma "Sociedade da Juventude" e uma "Sociedade dos Velhos". Uma visão revisada caracteriza o agon essencial da comédia como uma luta entre um jovem relativamente impotente e as convenções sociais que colocam obstáculos às suas esperanças. Nessa luta, o jovem fica então constrangido por sua falta de autoridade social, e não tem escolha a não ser recorrer a artimanhas que engendram a ironia dramática, que provoca o riso.
A sátira e a sátira política usam a comédia para retratar pessoas ou instituições sociais como ridículas ou corruptas, afastando assim o público do objeto de seu humor. A paródia subverte gêneros e formas populares, criticando essas formas sem necessariamente condená-las.
Outras formas de comédia incluem a comédia maluca, que deriva seu humor em grande parte de situações ou personagens bizarros, surpreendentes (e improváveis), e a comédia negra, caracterizada por uma forma de humor que inclui aspectos mais sombrios do comportamento humano ou da natureza humana. Da mesma forma, o humor escatológico, o humor sexual e o humor racial criam comédia ao violar convenções sociais ou tabus de maneira cômica, o que muitas vezes pode ser considerado ofensivo pelos sujeitos da piada. Uma comédia de costumes normalmente toma como assunto uma parte específica da sociedade (geralmente a sociedade de classe alta) e usa o humor para parodiar ou satirizar o comportamento e os maneirismos de seus membros. A comédia romântica é um gênero popular que retrata o romance florescente em termos humorísticos e se concentra nas fraquezas daqueles que estão se apaixonando.

## Etimologia
Dean Rubin diz que a palavra "comédia" é derivada do grego clássico κωμῳδία (kōmōidía), que é um composto de κῶμος (kômos) (revelação) e ᾠδή (ōidḗ) (canto; ode). O adjetivo "cômico" (grego κωμικός, kōmikós), que significa estritamente aquilo que se relaciona com a comédia é, no uso moderno, geralmente confinado ao sentido de "provocar o riso". Disto, a palavra entrou em uso moderno através da comoedia latina e da commedia italiana e, ao longo do tempo, passou por vários tons de significado.
Os gregos e romanos limitaram o uso da palavra "comédia" a descrições de peças teatrais com finais felizes. Aristóteles definiu a comédia como uma imitação de homens piores que a média (onde a tragédia era uma imitação de homens melhores que a média). No entanto, os personagens retratados nas comédias não eram piores que a média em todos os sentidos, apenas na medida em que eram Ridículos, que é uma espécie do Feio. O Ridículo pode ser definido como um erro ou deformidade que não produz dor ou dano a outros; a máscara, por exemplo, que provoca o riso é algo feio e distorcido sem causar dor. Na Idade Média, o termo se expandiu para incluir poemas narrativos com finais felizes. É nesse sentido que Dante usou o termo no título de seu poema, La Commedia.
Com o passar do tempo, a palavra passou a ser cada vez mais associada a qualquer tipo de performance destinada a causar riso. Durante a Idade Média, o termo "comédia" tornou-se sinônimo de sátira e, mais tarde, de humor em geral.
A Poética de Aristóteles foi traduzida para o árabe no mundo islâmico medieval, onde foi elaborada por escritores árabes e filósofos islâmicos, como Abu Bishr e seus alunos Alfarábi, Avicena e Averróis. Eles dissociaram a comédia da representação dramática grega e, em vez disso, identificaram-na com temas e formas poéticas árabes, como hija (poesia satírica). Eles viam a comédia simplesmente como a "arte da repreensão" e não faziam referência a eventos leves e alegres, ou aos começos perturbadores e finais felizes associados à comédia grega clássica.
Após as traduções latinas do século XII, o termo "comédia" ganhou um significado mais geral na literatura medieval.
No final do século XX, muitos estudiosos preferiram usar o termo riso para se referir a toda a gama do cômico, a fim de evitar o uso de gêneros ambíguos e problematicamente definidos, como o grotesco, a ironia e a sátira.

## Estudos sobre teoria cômica
Os fenômenos relacionados com o riso e aquilo que o provoca foram cuidadosamente investigados por psicólogos. Eles concordam que as características predominantes são incongruência ou contraste no objeto e choque ou convulsão emocional por parte do sujeito. Também se afirmou que o sentimento de superioridade é um fator essencial: assim, Thomas Hobbes fala do riso como uma "glória repentina". Os investigadores modernos prestaram muita atenção à origem tanto do riso quanto do sorriso, bem como ao desenvolvimento do "instinto lúdico" e sua expressão emocional.
George Meredith disse que "um excelente teste da civilização de um país [...] considero o florescimento da ideia cômica e da comédia, e o teste da verdadeira comédia é que ela deve despertar o riso pensativo." Diz-se que o riso é a cura para a doença. Estudos mostram que pessoas que riem com mais frequência adoecem menos.
O teórico literário americano Kenneth Burke escreve que a "moldura cômica" na retórica é "nem totalmente eufemística, nem totalmente desmascaradora — portanto, fornece a atitude caridosa em relação às pessoas que é necessária para fins de persuasão e cooperação, mas ao mesmo tempo mantém nossa astúcia em relação à simplicidade de 'ganhar dinheiro'". O propósito do quadro cômico é satirizar uma dada circunstância e promover a mudança ao fazê-lo. O quadro cômico tira sarro de situações e pessoas, ao mesmo tempo em que provoca reflexão. A moldura cômica não visa difamar em sua análise, mas sim, repreender a estupidez e a tolice dos envolvidos nas circunstâncias. Por exemplo, no The Daily Show, Jon Stewart usa o "quadro cômico" para intervir em argumentos políticos, muitas vezes oferecendo humor grosseiro em contraste repentino com notícias sérias. Em um segmento da viagem do presidente Obama à China, Stewart comenta sobre a dívida dos Estados Unidos com o governo chinês, ao mesmo tempo em que mantém um relacionamento fraco com o país. Depois de retratar esta situação sombria, Stewart muda para falar diretamente com o presidente Obama, pedindo-lhe para "iluminar essa merda". Para Stewart e seu público, introduzir linguagem grosseira no que de outra forma seria um comentário sério sobre o estado das relações exteriores serve para enquadrar o segmento comicamente, criando um tom sério subjacente à agenda cômica apresentada por Stewart.